# Stanisław Królikowski (dominikanin)
Stanisław Królikowski (ur. 1779 w Inwałdzie, zm. 1847 lub 1848 w Krakowie) – rytownik polski, zakonnik (dominikanin).
W 1802 roku Stanisław Królikowski przyjął święcenia kapłańskie. Studiował filozofię w Lublinie, teologię w Krakowie. W 1836 uzyskał doktorat. W latach 1813, 1830–1836 był wykładowcą przedmiotów filozoficzno-teologicznych w Krakowie, w Lublinie w latach 1827–1830 i w Gidlach od 1828 roku. W latach posługi był przeorem w Klimontowem, kaznodzieją w kościele Św. Floriana w Krakowie, duszpasterzem w Bejscach oraz Olbierzycach.
Jako artysta zajmował się rytowaniem obrazów religijnych i pejzaży. Znane ryciny: miedzioryt wg obrazu NMP Gidelskiej w kilku wersjach, „Portret Piusa VII”, „Obraz Chrystusa z kościoła reformatów w Krakowie”, „Św. Dominik”, „Krajobraz z wieżą”.